# Glanzmann Ede
Glanzmann Ede (Eperjes, 1907. március 27. – 1988. június 23.), román válogatott labdarúgó, edző.
A román válogatott tagjaként részt vett az 1930-as világbajnokságon.